# Co cứng tử thi
Co cứng tử thi (tiếng Latinh: rigor mortis, trong đó rigor nghĩa là "sự cứng", mortis nghĩa là "của cái chết") là một giai đoạn sau cái chết khi các khớp xương trở nên cứng và khó dịch chuyển, nguyên nhân là do từng phần của các cơ co lại. Co cứng tử thi ở người diễn ra sau 2 đến 3 giờ và đạt cực đại cứng sau 12 giờ rồi dần dần giảm đi xấp xỉ sau 24 giờ tính từ thời điểm chết. Tuy nhiên, tùy thuộc nhiệt độ cũng như các điều kiện khác, nếu môi trường ấm thì quá trình co cứng diễn ra nhanh hơn hoặc ngược lại. Co cứng tử thi có thể kéo dài xấp xỉ đến 72 giờ.

## Hóa sinh
Khi còn sống, các cơ trong cơ thể cần adenosin triphosphat (ATP) để chuyển từ trạng thái co sang trạng thái thư giãn bằng cách bơm calci ra khỏi tế bào. Tuy nhiên sau khi chết, hô hấp tế bào dừng lại dẫn đến cạn kiệt oxy vốn được dùng để sản xuất ATP. Không còn ATP, các hoạt động bơm SERCA trong màng lưới cơ tương (sarcoplasmic reticulum) cũng chấm dứt khiến ion calci khuếch tán từ nơi có nồng độ cao về nơi có nồng độ thấp (trong đơn vị co duỗi cơ - sarcomere), kết hợp với troponin và tạo thành cầu nối ngang giữa các protein myosin và actin. Các cơ vì thế lâm vào trạng thái co cứng cho đến khi xác chết bị phân hủy bởi enzyme nội sinh hoặc do vi khuẩn tiết ra. Khi này các đầu myosin tan rã dần và kết thúc sự co cứng.

## Thay đổi vật lý
Vào thời điểm chết, cơ thể diễn ra một trạng thái gọi là "mềm nhũn sơ cấp", sau đó thì chuyển sang giai đoạn tất cả các cơ bắt đầu co cứng lại. Từ hai đến sáu giờ sau chết, hiện tượng co cứng tử thi bắt đầu ở mí mắt, cổ và hàm; bốn đến sáu giờ kế tiếp, co cứng tử thi lan đến những cơ khác và nội tạng. Các yếu tố ảnh hưởng đến sự bắt đầu của quá trình co cứng tử thi là tuổi, giới tính, tình trạng sức khỏe và tầm vóc cơ. Nhiều trường hợp không quan sát thấy hiện tượng co cứng tử thi trên trẻ sơ sinh và trẻ nhỏ đã chết do khối cơ của chúng còn nhỏ.

## Ứng dụng trong công nghệ chế biến thịt
Co cứng tử thi đóng vai trò quan trọng trong công nghệ chế biến thịt, quyết định một phần đến độ mềm của thịt. Sau khi xẻ thịt, nếu ngay lập tức làm lạnh đến 15 °C thì sẽ xảy ra một hiện tượng gọi là "co ngắn lạnh", tức là các cơ trong tảng thịt sẽ co rút đến độ dài chỉ bằng 1/3 so với ban đầu.
Nguyên nhân của co ngắn lạnh là sự giải phóng ion calci dự trữ trong lưới cơ tương của các sợi cơ dưới kích thích của nhiệt độ thấp. Các phân tử ATP còn lại trong tảng thịt cũng góp phần cùng ion calci để gây co cơ mãnh liệt. Nhằm ngăn chặn hiện tượng co ngắn lạnh, người ta áp dụng một biện pháp gọi là kích thích điện lên tảng thịt ngay sau khi xẻ thịt và lột da. Trong quá trình này, người ta dùng dòng điện xoay chiều tác động lên tảng thịt (ví dụ ở đây là thịt bò) để khiến nó co lại và duỗi ra, triệt tiêu dự trữ ATP trong tảng thịt, từ đó ngăn hiện tượng co ngắn lạnh.

## Ứng dụng trong pháp y
Mức độ co cứng tử thi được khoa học pháp y dùng để xác định gần đúng thời điểm chết và cũng để xác định liệu cái xác có bị di chuyển sau khi chết không. Trường hợp tử thi bị di chuyển sau khi chết (và trước khi diễn ra co cứng tử thi) thì khoa pháp y sẽ dựa vào kĩ thuật khác, chẳng hạn dựa vào hồ máu tử thi. Một số nhân tố có thể ảnh hưởng lên quá trình co cứng tử thi và các nhà điều tra cần xem xét chúng khi ước lượng thời điểm chết, chẳng hạn nhiệt độ môi trường xung quanh. Nhiệt độ cao thì co cứng diễn ra nhanh, ngược lại nhiệt độ thấp thì co cứng diễn ra chậm.